# North Hertfordshire
Il North Hertfordshire è un distretto dell'Hertfordshire, Inghilterra, Regno Unito, con sede a Letchworth.
Il distretto fu creato con il Local Government Act 1972, il 1º aprile 1974 dalla fusione dei distretti urbani di Baldock, Hitchin, Letchworth e Royston col distretto rurale di Hitchin.

## Parrocchie civili
Le parrocchie del distretto, che non coprono l'area di Baldock e Hitchin, sono:
- Ashwell
- Barkway
- Barley
- Bygrave
- Caldecote
- Clothall
- Codicote
- Graveley
- Hexton
- Hinxworth
- Holwell
- Ickleford
- Kelshall
- Kimpton
- King's Walden
- Knebworth
- Langley
- Letchworth Garden City
- Lilley
- Newnham
- Nuthampstead
- Offley
- Pirton
- Preston
- Radwell
- Reed
- Royston
- Rushden
- Sandon
- St Ippolyts
- St Paul's Walden
- Therfield
- Wallington
- Weston
- Wymondley